# Алайков, Венелин
Венели́н Георгиев Ала́йков (18 февраля 1933, Шумен — 13 февраля 2007, София) — болгарский шахматный композитор; международный арбитр (1977), международный мастер (1988), гроссмейстер (1993) по шахматной композиции. Инженер по профессии.
С 1963 года опубликовал 830 задач различных жанров. На конкурсах удостоен 135 призов (из них 58 — первых). Имеет 113,50 баллов в Альбомах ФИДЕ.

## Задачи
|   | a | b | c | d | e | f | g | h |   |
| - | --- | --- | --- | --- | --- | --- | --- | --- | - |
| 8 | c8 белая ладья · f8 белый конь · h8 белый слон · b7 чёрная пешка · g7 чёрный ферзь · h7 чёрная ладья · f6 чёрная ладья · f5 белая пешка · a4 белая пешка · b4 чёрная пешка · c4 белый конь · d4 чёрный король · g4 чёрная пешка · h3 чёрная пешка · b2 белая пешка · c2 белая пешка · c1 чёрный конь · d1 белый король · g1 белая ладья · h1 белый слон | c8 белая ладья · f8 белый конь · h8 белый слон · b7 чёрная пешка · g7 чёрный ферзь · h7 чёрная ладья · f6 чёрная ладья · f5 белая пешка · a4 белая пешка · b4 чёрная пешка · c4 белый конь · d4 чёрный король · g4 чёрная пешка · h3 чёрная пешка · b2 белая пешка · c2 белая пешка · c1 чёрный конь · d1 белый король · g1 белая ладья · h1 белый слон | c8 белая ладья · f8 белый конь · h8 белый слон · b7 чёрная пешка · g7 чёрный ферзь · h7 чёрная ладья · f6 чёрная ладья · f5 белая пешка · a4 белая пешка · b4 чёрная пешка · c4 белый конь · d4 чёрный король · g4 чёрная пешка · h3 чёрная пешка · b2 белая пешка · c2 белая пешка · c1 чёрный конь · d1 белый король · g1 белая ладья · h1 белый слон | c8 белая ладья · f8 белый конь · h8 белый слон · b7 чёрная пешка · g7 чёрный ферзь · h7 чёрная ладья · f6 чёрная ладья · f5 белая пешка · a4 белая пешка · b4 чёрная пешка · c4 белый конь · d4 чёрный король · g4 чёрная пешка · h3 чёрная пешка · b2 белая пешка · c2 белая пешка · c1 чёрный конь · d1 белый король · g1 белая ладья · h1 белый слон | c8 белая ладья · f8 белый конь · h8 белый слон · b7 чёрная пешка · g7 чёрный ферзь · h7 чёрная ладья · f6 чёрная ладья · f5 белая пешка · a4 белая пешка · b4 чёрная пешка · c4 белый конь · d4 чёрный король · g4 чёрная пешка · h3 чёрная пешка · b2 белая пешка · c2 белая пешка · c1 чёрный конь · d1 белый король · g1 белая ладья · h1 белый слон | c8 белая ладья · f8 белый конь · h8 белый слон · b7 чёрная пешка · g7 чёрный ферзь · h7 чёрная ладья · f6 чёрная ладья · f5 белая пешка · a4 белая пешка · b4 чёрная пешка · c4 белый конь · d4 чёрный король · g4 чёрная пешка · h3 чёрная пешка · b2 белая пешка · c2 белая пешка · c1 чёрный конь · d1 белый король · g1 белая ладья · h1 белый слон | c8 белая ладья · f8 белый конь · h8 белый слон · b7 чёрная пешка · g7 чёрный ферзь · h7 чёрная ладья · f6 чёрная ладья · f5 белая пешка · a4 белая пешка · b4 чёрная пешка · c4 белый конь · d4 чёрный король · g4 чёрная пешка · h3 чёрная пешка · b2 белая пешка · c2 белая пешка · c1 чёрный конь · d1 белый король · g1 белая ладья · h1 белый слон | c8 белая ладья · f8 белый конь · h8 белый слон · b7 чёрная пешка · g7 чёрный ферзь · h7 чёрная ладья · f6 чёрная ладья · f5 белая пешка · a4 белая пешка · b4 чёрная пешка · c4 белый конь · d4 чёрный король · g4 чёрная пешка · h3 чёрная пешка · b2 белая пешка · c2 белая пешка · c1 чёрный конь · d1 белый король · g1 белая ладья · h1 белый слон | 8 |
| 7 | c8 белая ладья · f8 белый конь · h8 белый слон · b7 чёрная пешка · g7 чёрный ферзь · h7 чёрная ладья · f6 чёрная ладья · f5 белая пешка · a4 белая пешка · b4 чёрная пешка · c4 белый конь · d4 чёрный король · g4 чёрная пешка · h3 чёрная пешка · b2 белая пешка · c2 белая пешка · c1 чёрный конь · d1 белый король · g1 белая ладья · h1 белый слон | c8 белая ладья · f8 белый конь · h8 белый слон · b7 чёрная пешка · g7 чёрный ферзь · h7 чёрная ладья · f6 чёрная ладья · f5 белая пешка · a4 белая пешка · b4 чёрная пешка · c4 белый конь · d4 чёрный король · g4 чёрная пешка · h3 чёрная пешка · b2 белая пешка · c2 белая пешка · c1 чёрный конь · d1 белый король · g1 белая ладья · h1 белый слон | c8 белая ладья · f8 белый конь · h8 белый слон · b7 чёрная пешка · g7 чёрный ферзь · h7 чёрная ладья · f6 чёрная ладья · f5 белая пешка · a4 белая пешка · b4 чёрная пешка · c4 белый конь · d4 чёрный король · g4 чёрная пешка · h3 чёрная пешка · b2 белая пешка · c2 белая пешка · c1 чёрный конь · d1 белый король · g1 белая ладья · h1 белый слон | c8 белая ладья · f8 белый конь · h8 белый слон · b7 чёрная пешка · g7 чёрный ферзь · h7 чёрная ладья · f6 чёрная ладья · f5 белая пешка · a4 белая пешка · b4 чёрная пешка · c4 белый конь · d4 чёрный король · g4 чёрная пешка · h3 чёрная пешка · b2 белая пешка · c2 белая пешка · c1 чёрный конь · d1 белый король · g1 белая ладья · h1 белый слон | c8 белая ладья · f8 белый конь · h8 белый слон · b7 чёрная пешка · g7 чёрный ферзь · h7 чёрная ладья · f6 чёрная ладья · f5 белая пешка · a4 белая пешка · b4 чёрная пешка · c4 белый конь · d4 чёрный король · g4 чёрная пешка · h3 чёрная пешка · b2 белая пешка · c2 белая пешка · c1 чёрный конь · d1 белый король · g1 белая ладья · h1 белый слон | c8 белая ладья · f8 белый конь · h8 белый слон · b7 чёрная пешка · g7 чёрный ферзь · h7 чёрная ладья · f6 чёрная ладья · f5 белая пешка · a4 белая пешка · b4 чёрная пешка · c4 белый конь · d4 чёрный король · g4 чёрная пешка · h3 чёрная пешка · b2 белая пешка · c2 белая пешка · c1 чёрный конь · d1 белый король · g1 белая ладья · h1 белый слон | c8 белая ладья · f8 белый конь · h8 белый слон · b7 чёрная пешка · g7 чёрный ферзь · h7 чёрная ладья · f6 чёрная ладья · f5 белая пешка · a4 белая пешка · b4 чёрная пешка · c4 белый конь · d4 чёрный король · g4 чёрная пешка · h3 чёрная пешка · b2 белая пешка · c2 белая пешка · c1 чёрный конь · d1 белый король · g1 белая ладья · h1 белый слон | c8 белая ладья · f8 белый конь · h8 белый слон · b7 чёрная пешка · g7 чёрный ферзь · h7 чёрная ладья · f6 чёрная ладья · f5 белая пешка · a4 белая пешка · b4 чёрная пешка · c4 белый конь · d4 чёрный король · g4 чёрная пешка · h3 чёрная пешка · b2 белая пешка · c2 белая пешка · c1 чёрный конь · d1 белый король · g1 белая ладья · h1 белый слон | 7 |
| 6 | c8 белая ладья · f8 белый конь · h8 белый слон · b7 чёрная пешка · g7 чёрный ферзь · h7 чёрная ладья · f6 чёрная ладья · f5 белая пешка · a4 белая пешка · b4 чёрная пешка · c4 белый конь · d4 чёрный король · g4 чёрная пешка · h3 чёрная пешка · b2 белая пешка · c2 белая пешка · c1 чёрный конь · d1 белый король · g1 белая ладья · h1 белый слон | c8 белая ладья · f8 белый конь · h8 белый слон · b7 чёрная пешка · g7 чёрный ферзь · h7 чёрная ладья · f6 чёрная ладья · f5 белая пешка · a4 белая пешка · b4 чёрная пешка · c4 белый конь · d4 чёрный король · g4 чёрная пешка · h3 чёрная пешка · b2 белая пешка · c2 белая пешка · c1 чёрный конь · d1 белый король · g1 белая ладья · h1 белый слон | c8 белая ладья · f8 белый конь · h8 белый слон · b7 чёрная пешка · g7 чёрный ферзь · h7 чёрная ладья · f6 чёрная ладья · f5 белая пешка · a4 белая пешка · b4 чёрная пешка · c4 белый конь · d4 чёрный король · g4 чёрная пешка · h3 чёрная пешка · b2 белая пешка · c2 белая пешка · c1 чёрный конь · d1 белый король · g1 белая ладья · h1 белый слон | c8 белая ладья · f8 белый конь · h8 белый слон · b7 чёрная пешка · g7 чёрный ферзь · h7 чёрная ладья · f6 чёрная ладья · f5 белая пешка · a4 белая пешка · b4 чёрная пешка · c4 белый конь · d4 чёрный король · g4 чёрная пешка · h3 чёрная пешка · b2 белая пешка · c2 белая пешка · c1 чёрный конь · d1 белый король · g1 белая ладья · h1 белый слон | c8 белая ладья · f8 белый конь · h8 белый слон · b7 чёрная пешка · g7 чёрный ферзь · h7 чёрная ладья · f6 чёрная ладья · f5 белая пешка · a4 белая пешка · b4 чёрная пешка · c4 белый конь · d4 чёрный король · g4 чёрная пешка · h3 чёрная пешка · b2 белая пешка · c2 белая пешка · c1 чёрный конь · d1 белый король · g1 белая ладья · h1 белый слон | c8 белая ладья · f8 белый конь · h8 белый слон · b7 чёрная пешка · g7 чёрный ферзь · h7 чёрная ладья · f6 чёрная ладья · f5 белая пешка · a4 белая пешка · b4 чёрная пешка · c4 белый конь · d4 чёрный король · g4 чёрная пешка · h3 чёрная пешка · b2 белая пешка · c2 белая пешка · c1 чёрный конь · d1 белый король · g1 белая ладья · h1 белый слон | c8 белая ладья · f8 белый конь · h8 белый слон · b7 чёрная пешка · g7 чёрный ферзь · h7 чёрная ладья · f6 чёрная ладья · f5 белая пешка · a4 белая пешка · b4 чёрная пешка · c4 белый конь · d4 чёрный король · g4 чёрная пешка · h3 чёрная пешка · b2 белая пешка · c2 белая пешка · c1 чёрный конь · d1 белый король · g1 белая ладья · h1 белый слон | c8 белая ладья · f8 белый конь · h8 белый слон · b7 чёрная пешка · g7 чёрный ферзь · h7 чёрная ладья · f6 чёрная ладья · f5 белая пешка · a4 белая пешка · b4 чёрная пешка · c4 белый конь · d4 чёрный король · g4 чёрная пешка · h3 чёрная пешка · b2 белая пешка · c2 белая пешка · c1 чёрный конь · d1 белый король · g1 белая ладья · h1 белый слон | 6 |
| 5 | c8 белая ладья · f8 белый конь · h8 белый слон · b7 чёрная пешка · g7 чёрный ферзь · h7 чёрная ладья · f6 чёрная ладья · f5 белая пешка · a4 белая пешка · b4 чёрная пешка · c4 белый конь · d4 чёрный король · g4 чёрная пешка · h3 чёрная пешка · b2 белая пешка · c2 белая пешка · c1 чёрный конь · d1 белый король · g1 белая ладья · h1 белый слон | c8 белая ладья · f8 белый конь · h8 белый слон · b7 чёрная пешка · g7 чёрный ферзь · h7 чёрная ладья · f6 чёрная ладья · f5 белая пешка · a4 белая пешка · b4 чёрная пешка · c4 белый конь · d4 чёрный король · g4 чёрная пешка · h3 чёрная пешка · b2 белая пешка · c2 белая пешка · c1 чёрный конь · d1 белый король · g1 белая ладья · h1 белый слон | c8 белая ладья · f8 белый конь · h8 белый слон · b7 чёрная пешка · g7 чёрный ферзь · h7 чёрная ладья · f6 чёрная ладья · f5 белая пешка · a4 белая пешка · b4 чёрная пешка · c4 белый конь · d4 чёрный король · g4 чёрная пешка · h3 чёрная пешка · b2 белая пешка · c2 белая пешка · c1 чёрный конь · d1 белый король · g1 белая ладья · h1 белый слон | c8 белая ладья · f8 белый конь · h8 белый слон · b7 чёрная пешка · g7 чёрный ферзь · h7 чёрная ладья · f6 чёрная ладья · f5 белая пешка · a4 белая пешка · b4 чёрная пешка · c4 белый конь · d4 чёрный король · g4 чёрная пешка · h3 чёрная пешка · b2 белая пешка · c2 белая пешка · c1 чёрный конь · d1 белый король · g1 белая ладья · h1 белый слон | c8 белая ладья · f8 белый конь · h8 белый слон · b7 чёрная пешка · g7 чёрный ферзь · h7 чёрная ладья · f6 чёрная ладья · f5 белая пешка · a4 белая пешка · b4 чёрная пешка · c4 белый конь · d4 чёрный король · g4 чёрная пешка · h3 чёрная пешка · b2 белая пешка · c2 белая пешка · c1 чёрный конь · d1 белый король · g1 белая ладья · h1 белый слон | c8 белая ладья · f8 белый конь · h8 белый слон · b7 чёрная пешка · g7 чёрный ферзь · h7 чёрная ладья · f6 чёрная ладья · f5 белая пешка · a4 белая пешка · b4 чёрная пешка · c4 белый конь · d4 чёрный король · g4 чёрная пешка · h3 чёрная пешка · b2 белая пешка · c2 белая пешка · c1 чёрный конь · d1 белый король · g1 белая ладья · h1 белый слон | c8 белая ладья · f8 белый конь · h8 белый слон · b7 чёрная пешка · g7 чёрный ферзь · h7 чёрная ладья · f6 чёрная ладья · f5 белая пешка · a4 белая пешка · b4 чёрная пешка · c4 белый конь · d4 чёрный король · g4 чёрная пешка · h3 чёрная пешка · b2 белая пешка · c2 белая пешка · c1 чёрный конь · d1 белый король · g1 белая ладья · h1 белый слон | c8 белая ладья · f8 белый конь · h8 белый слон · b7 чёрная пешка · g7 чёрный ферзь · h7 чёрная ладья · f6 чёрная ладья · f5 белая пешка · a4 белая пешка · b4 чёрная пешка · c4 белый конь · d4 чёрный король · g4 чёрная пешка · h3 чёрная пешка · b2 белая пешка · c2 белая пешка · c1 чёрный конь · d1 белый король · g1 белая ладья · h1 белый слон | 5 |
| 4 | c8 белая ладья · f8 белый конь · h8 белый слон · b7 чёрная пешка · g7 чёрный ферзь · h7 чёрная ладья · f6 чёрная ладья · f5 белая пешка · a4 белая пешка · b4 чёрная пешка · c4 белый конь · d4 чёрный король · g4 чёрная пешка · h3 чёрная пешка · b2 белая пешка · c2 белая пешка · c1 чёрный конь · d1 белый король · g1 белая ладья · h1 белый слон | c8 белая ладья · f8 белый конь · h8 белый слон · b7 чёрная пешка · g7 чёрный ферзь · h7 чёрная ладья · f6 чёрная ладья · f5 белая пешка · a4 белая пешка · b4 чёрная пешка · c4 белый конь · d4 чёрный король · g4 чёрная пешка · h3 чёрная пешка · b2 белая пешка · c2 белая пешка · c1 чёрный конь · d1 белый король · g1 белая ладья · h1 белый слон | c8 белая ладья · f8 белый конь · h8 белый слон · b7 чёрная пешка · g7 чёрный ферзь · h7 чёрная ладья · f6 чёрная ладья · f5 белая пешка · a4 белая пешка · b4 чёрная пешка · c4 белый конь · d4 чёрный король · g4 чёрная пешка · h3 чёрная пешка · b2 белая пешка · c2 белая пешка · c1 чёрный конь · d1 белый король · g1 белая ладья · h1 белый слон | c8 белая ладья · f8 белый конь · h8 белый слон · b7 чёрная пешка · g7 чёрный ферзь · h7 чёрная ладья · f6 чёрная ладья · f5 белая пешка · a4 белая пешка · b4 чёрная пешка · c4 белый конь · d4 чёрный король · g4 чёрная пешка · h3 чёрная пешка · b2 белая пешка · c2 белая пешка · c1 чёрный конь · d1 белый король · g1 белая ладья · h1 белый слон | c8 белая ладья · f8 белый конь · h8 белый слон · b7 чёрная пешка · g7 чёрный ферзь · h7 чёрная ладья · f6 чёрная ладья · f5 белая пешка · a4 белая пешка · b4 чёрная пешка · c4 белый конь · d4 чёрный король · g4 чёрная пешка · h3 чёрная пешка · b2 белая пешка · c2 белая пешка · c1 чёрный конь · d1 белый король · g1 белая ладья · h1 белый слон | c8 белая ладья · f8 белый конь · h8 белый слон · b7 чёрная пешка · g7 чёрный ферзь · h7 чёрная ладья · f6 чёрная ладья · f5 белая пешка · a4 белая пешка · b4 чёрная пешка · c4 белый конь · d4 чёрный король · g4 чёрная пешка · h3 чёрная пешка · b2 белая пешка · c2 белая пешка · c1 чёрный конь · d1 белый король · g1 белая ладья · h1 белый слон | c8 белая ладья · f8 белый конь · h8 белый слон · b7 чёрная пешка · g7 чёрный ферзь · h7 чёрная ладья · f6 чёрная ладья · f5 белая пешка · a4 белая пешка · b4 чёрная пешка · c4 белый конь · d4 чёрный король · g4 чёрная пешка · h3 чёрная пешка · b2 белая пешка · c2 белая пешка · c1 чёрный конь · d1 белый король · g1 белая ладья · h1 белый слон | c8 белая ладья · f8 белый конь · h8 белый слон · b7 чёрная пешка · g7 чёрный ферзь · h7 чёрная ладья · f6 чёрная ладья · f5 белая пешка · a4 белая пешка · b4 чёрная пешка · c4 белый конь · d4 чёрный король · g4 чёрная пешка · h3 чёрная пешка · b2 белая пешка · c2 белая пешка · c1 чёрный конь · d1 белый король · g1 белая ладья · h1 белый слон | 4 |
| 3 | c8 белая ладья · f8 белый конь · h8 белый слон · b7 чёрная пешка · g7 чёрный ферзь · h7 чёрная ладья · f6 чёрная ладья · f5 белая пешка · a4 белая пешка · b4 чёрная пешка · c4 белый конь · d4 чёрный король · g4 чёрная пешка · h3 чёрная пешка · b2 белая пешка · c2 белая пешка · c1 чёрный конь · d1 белый король · g1 белая ладья · h1 белый слон | c8 белая ладья · f8 белый конь · h8 белый слон · b7 чёрная пешка · g7 чёрный ферзь · h7 чёрная ладья · f6 чёрная ладья · f5 белая пешка · a4 белая пешка · b4 чёрная пешка · c4 белый конь · d4 чёрный король · g4 чёрная пешка · h3 чёрная пешка · b2 белая пешка · c2 белая пешка · c1 чёрный конь · d1 белый король · g1 белая ладья · h1 белый слон | c8 белая ладья · f8 белый конь · h8 белый слон · b7 чёрная пешка · g7 чёрный ферзь · h7 чёрная ладья · f6 чёрная ладья · f5 белая пешка · a4 белая пешка · b4 чёрная пешка · c4 белый конь · d4 чёрный король · g4 чёрная пешка · h3 чёрная пешка · b2 белая пешка · c2 белая пешка · c1 чёрный конь · d1 белый король · g1 белая ладья · h1 белый слон | c8 белая ладья · f8 белый конь · h8 белый слон · b7 чёрная пешка · g7 чёрный ферзь · h7 чёрная ладья · f6 чёрная ладья · f5 белая пешка · a4 белая пешка · b4 чёрная пешка · c4 белый конь · d4 чёрный король · g4 чёрная пешка · h3 чёрная пешка · b2 белая пешка · c2 белая пешка · c1 чёрный конь · d1 белый король · g1 белая ладья · h1 белый слон | c8 белая ладья · f8 белый конь · h8 белый слон · b7 чёрная пешка · g7 чёрный ферзь · h7 чёрная ладья · f6 чёрная ладья · f5 белая пешка · a4 белая пешка · b4 чёрная пешка · c4 белый конь · d4 чёрный король · g4 чёрная пешка · h3 чёрная пешка · b2 белая пешка · c2 белая пешка · c1 чёрный конь · d1 белый король · g1 белая ладья · h1 белый слон | c8 белая ладья · f8 белый конь · h8 белый слон · b7 чёрная пешка · g7 чёрный ферзь · h7 чёрная ладья · f6 чёрная ладья · f5 белая пешка · a4 белая пешка · b4 чёрная пешка · c4 белый конь · d4 чёрный король · g4 чёрная пешка · h3 чёрная пешка · b2 белая пешка · c2 белая пешка · c1 чёрный конь · d1 белый король · g1 белая ладья · h1 белый слон | c8 белая ладья · f8 белый конь · h8 белый слон · b7 чёрная пешка · g7 чёрный ферзь · h7 чёрная ладья · f6 чёрная ладья · f5 белая пешка · a4 белая пешка · b4 чёрная пешка · c4 белый конь · d4 чёрный король · g4 чёрная пешка · h3 чёрная пешка · b2 белая пешка · c2 белая пешка · c1 чёрный конь · d1 белый король · g1 белая ладья · h1 белый слон | c8 белая ладья · f8 белый конь · h8 белый слон · b7 чёрная пешка · g7 чёрный ферзь · h7 чёрная ладья · f6 чёрная ладья · f5 белая пешка · a4 белая пешка · b4 чёрная пешка · c4 белый конь · d4 чёрный король · g4 чёрная пешка · h3 чёрная пешка · b2 белая пешка · c2 белая пешка · c1 чёрный конь · d1 белый король · g1 белая ладья · h1 белый слон | 3 |
| 2 | c8 белая ладья · f8 белый конь · h8 белый слон · b7 чёрная пешка · g7 чёрный ферзь · h7 чёрная ладья · f6 чёрная ладья · f5 белая пешка · a4 белая пешка · b4 чёрная пешка · c4 белый конь · d4 чёрный король · g4 чёрная пешка · h3 чёрная пешка · b2 белая пешка · c2 белая пешка · c1 чёрный конь · d1 белый король · g1 белая ладья · h1 белый слон | c8 белая ладья · f8 белый конь · h8 белый слон · b7 чёрная пешка · g7 чёрный ферзь · h7 чёрная ладья · f6 чёрная ладья · f5 белая пешка · a4 белая пешка · b4 чёрная пешка · c4 белый конь · d4 чёрный король · g4 чёрная пешка · h3 чёрная пешка · b2 белая пешка · c2 белая пешка · c1 чёрный конь · d1 белый король · g1 белая ладья · h1 белый слон | c8 белая ладья · f8 белый конь · h8 белый слон · b7 чёрная пешка · g7 чёрный ферзь · h7 чёрная ладья · f6 чёрная ладья · f5 белая пешка · a4 белая пешка · b4 чёрная пешка · c4 белый конь · d4 чёрный король · g4 чёрная пешка · h3 чёрная пешка · b2 белая пешка · c2 белая пешка · c1 чёрный конь · d1 белый король · g1 белая ладья · h1 белый слон | c8 белая ладья · f8 белый конь · h8 белый слон · b7 чёрная пешка · g7 чёрный ферзь · h7 чёрная ладья · f6 чёрная ладья · f5 белая пешка · a4 белая пешка · b4 чёрная пешка · c4 белый конь · d4 чёрный король · g4 чёрная пешка · h3 чёрная пешка · b2 белая пешка · c2 белая пешка · c1 чёрный конь · d1 белый король · g1 белая ладья · h1 белый слон | c8 белая ладья · f8 белый конь · h8 белый слон · b7 чёрная пешка · g7 чёрный ферзь · h7 чёрная ладья · f6 чёрная ладья · f5 белая пешка · a4 белая пешка · b4 чёрная пешка · c4 белый конь · d4 чёрный король · g4 чёрная пешка · h3 чёрная пешка · b2 белая пешка · c2 белая пешка · c1 чёрный конь · d1 белый король · g1 белая ладья · h1 белый слон | c8 белая ладья · f8 белый конь · h8 белый слон · b7 чёрная пешка · g7 чёрный ферзь · h7 чёрная ладья · f6 чёрная ладья · f5 белая пешка · a4 белая пешка · b4 чёрная пешка · c4 белый конь · d4 чёрный король · g4 чёрная пешка · h3 чёрная пешка · b2 белая пешка · c2 белая пешка · c1 чёрный конь · d1 белый король · g1 белая ладья · h1 белый слон | c8 белая ладья · f8 белый конь · h8 белый слон · b7 чёрная пешка · g7 чёрный ферзь · h7 чёрная ладья · f6 чёрная ладья · f5 белая пешка · a4 белая пешка · b4 чёрная пешка · c4 белый конь · d4 чёрный король · g4 чёрная пешка · h3 чёрная пешка · b2 белая пешка · c2 белая пешка · c1 чёрный конь · d1 белый король · g1 белая ладья · h1 белый слон | c8 белая ладья · f8 белый конь · h8 белый слон · b7 чёрная пешка · g7 чёрный ферзь · h7 чёрная ладья · f6 чёрная ладья · f5 белая пешка · a4 белая пешка · b4 чёрная пешка · c4 белый конь · d4 чёрный король · g4 чёрная пешка · h3 чёрная пешка · b2 белая пешка · c2 белая пешка · c1 чёрный конь · d1 белый король · g1 белая ладья · h1 белый слон | 2 |
| 1 | c8 белая ладья · f8 белый конь · h8 белый слон · b7 чёрная пешка · g7 чёрный ферзь · h7 чёрная ладья · f6 чёрная ладья · f5 белая пешка · a4 белая пешка · b4 чёрная пешка · c4 белый конь · d4 чёрный король · g4 чёрная пешка · h3 чёрная пешка · b2 белая пешка · c2 белая пешка · c1 чёрный конь · d1 белый король · g1 белая ладья · h1 белый слон | c8 белая ладья · f8 белый конь · h8 белый слон · b7 чёрная пешка · g7 чёрный ферзь · h7 чёрная ладья · f6 чёрная ладья · f5 белая пешка · a4 белая пешка · b4 чёрная пешка · c4 белый конь · d4 чёрный король · g4 чёрная пешка · h3 чёрная пешка · b2 белая пешка · c2 белая пешка · c1 чёрный конь · d1 белый король · g1 белая ладья · h1 белый слон | c8 белая ладья · f8 белый конь · h8 белый слон · b7 чёрная пешка · g7 чёрный ферзь · h7 чёрная ладья · f6 чёрная ладья · f5 белая пешка · a4 белая пешка · b4 чёрная пешка · c4 белый конь · d4 чёрный король · g4 чёрная пешка · h3 чёрная пешка · b2 белая пешка · c2 белая пешка · c1 чёрный конь · d1 белый король · g1 белая ладья · h1 белый слон | c8 белая ладья · f8 белый конь · h8 белый слон · b7 чёрная пешка · g7 чёрный ферзь · h7 чёрная ладья · f6 чёрная ладья · f5 белая пешка · a4 белая пешка · b4 чёрная пешка · c4 белый конь · d4 чёрный король · g4 чёрная пешка · h3 чёрная пешка · b2 белая пешка · c2 белая пешка · c1 чёрный конь · d1 белый король · g1 белая ладья · h1 белый слон | c8 белая ладья · f8 белый конь · h8 белый слон · b7 чёрная пешка · g7 чёрный ферзь · h7 чёрная ладья · f6 чёрная ладья · f5 белая пешка · a4 белая пешка · b4 чёрная пешка · c4 белый конь · d4 чёрный король · g4 чёрная пешка · h3 чёрная пешка · b2 белая пешка · c2 белая пешка · c1 чёрный конь · d1 белый король · g1 белая ладья · h1 белый слон | c8 белая ладья · f8 белый конь · h8 белый слон · b7 чёрная пешка · g7 чёрный ферзь · h7 чёрная ладья · f6 чёрная ладья · f5 белая пешка · a4 белая пешка · b4 чёрная пешка · c4 белый конь · d4 чёрный король · g4 чёрная пешка · h3 чёрная пешка · b2 белая пешка · c2 белая пешка · c1 чёрный конь · d1 белый король · g1 белая ладья · h1 белый слон | c8 белая ладья · f8 белый конь · h8 белый слон · b7 чёрная пешка · g7 чёрный ферзь · h7 чёрная ладья · f6 чёрная ладья · f5 белая пешка · a4 белая пешка · b4 чёрная пешка · c4 белый конь · d4 чёрный король · g4 чёрная пешка · h3 чёрная пешка · b2 белая пешка · c2 белая пешка · c1 чёрный конь · d1 белый король · g1 белая ладья · h1 белый слон | c8 белая ладья · f8 белый конь · h8 белый слон · b7 чёрная пешка · g7 чёрный ферзь · h7 чёрная ладья · f6 чёрная ладья · f5 белая пешка · a4 белая пешка · b4 чёрная пешка · c4 белый конь · d4 чёрный король · g4 чёрная пешка · h3 чёрная пешка · b2 белая пешка · c2 белая пешка · c1 чёрный конь · d1 белый король · g1 белая ладья · h1 белый слон | 1 |
|   | a | b | c | d | e | f | g | h |   |

1.Лg3 ~ 2.c3+ 

1. ... Лc6 2.Кe6+ 

1. ... Фc7 2.Лg4+